# Speyeria rupestris
Speyeria rupestris är en fjärilsart som beskrevs av Hans Hermann Behr 1863. Speyeria rupestris ingår i släktet Speyeria och familjen praktfjärilar. Inga underarter finns listade i Catalogue of Life.